# David Glück
David Björn Glück, född den 6 januari 1919 i Stockholm, död där den 22 augusti 2007, var en svensk jurist.
Glück avlade studentexamen 1937 och juris kandidatexamen vid Stockholms högskola 1942. Efter tingstjänstgöring i Nyköpings domsaga 1942–1943 blev han extra notarie i Stockholms rådhusrätt 1943, sekreterare och förste sekreterare där 1948, assessor 1955, tillförordnad rådman 1957 och ordinarie rådman 1962. Glück var chefsrådman i Stockholms tingsrätt 1970–1979 och lagman i Svea hovrätt 1979–1985.